# 全国中等学校優勝野球神静大会
全国中等学校優勝野球神静大会（ぜんこくちゅうとうがっこうゆうしょうやきゅうしんせいたいかい）は、1923年の第9回大会から1930年の第16回大会まで行われていた全国中等学校優勝野球大会の神奈川県および静岡県を対象とした地方大会である。

## 概要
神奈川県は1922年（第8回）までは、東京府と京浜大会で代表を争っていたが、1923年（第9回）から東京府が1府1代表制に移行したため、東海大会に属していた静岡県とともに「神静大会」として編成されることとなった。1931年（第17回）からは山梨県が加わったことで「甲神静大会」に移行した。

## 大会結果
| 年度                 | 参加県       | 大会方式            | 代表校（出場回数）     | 決勝スコア | 準優勝校   | 全国大会      |
| -------------------- | ------------ | ------------------- | ---------------------- | ---------- | ---------- | ------------- |
| 1923年（第9回大会）  | 神奈川・静岡 | 10校参加            | 横浜商（初出場）       | 8-3        | 静岡中     | 1回戦         |
| 1924年（第10回大会） | 神奈川・静岡 | 12校参加            | 静岡中（初出場）       | 12-0       | 神奈川商工 | 1回戦         |
| 1925年（第11回大会） | 神奈川・静岡 | 2校出場 （各県1校） | 静岡中（2年連続2回目） | 3-0 14-3   | 横浜商     | ベスト8       |
| 1926年（第12回大会） | 神奈川・静岡 | 2校出場 （各県1校） | 静岡中（3年連続3回目） | 12-4 19-1  | 横浜一中   | 優勝          |
| 1927年（第13回大会） | 神奈川・静岡 | 2校出場 （各県1校） | 静岡中（4年連続4回目） | 8-4 3-2    | 横浜一中   | 2回戦（初戦） |
| 1928年（第14回大会） | 神奈川・静岡 | 2校出場 （各県1校） | 神奈川商工（初出場）   | 6-1 5-4    | 静岡中     | 1回戦         |
| 1929年（第15回大会） | 神奈川・静岡 | 2校出場 （各県1校） | 静岡中（2年ぶり5回目） | 7-1 12-4   | 横浜商     | ベスト8       |
| 1930年（第16回大会） | 神奈川・静岡 | 2校出場 （各県1校） | 静岡中（2年連続6回目） | 6-0 11-2   | 神奈川商工 | ベスト8       |